# Flugplatz Ongava

i7
i11
i13
Der Flugplatz Ongava (englisch Ongava Airstrip) ist ein Flugplatz im zentralen Norden Namibias im gleichnamigen privaten Ongava Game Reserve am Südrand des Etosha-Nationalparks. Die Start- und Landebahn hat die Ausrichtung 07/25, eine Länge von 1700 Metern und verfügt über eine Kalkbetontragschicht. Der Flugplatz liegt auf einer Höhe von 1150 m.
Der Flugplatz wird seit 2022 im Linienflugbetrieb durch FlyNamibia vom Flugplatz Swakopmund (Swakopmund), Flugplatz Twyfelfontein (Twyfelfontein) und Hosea Kutako International Airport (Windhoek) aus bedient.